# Club Voleibol Cuesta Piedra
Club Voleibol Cuesta Piedra – żeński klub piłki siatkowej z hiszpańskich Wysp Kanaryjskich. Swoją siedzibę ma w Santa Cruz de Tenerife. Występuje w Superliga Femenina de Voleibol. Został założony w 1986.